# Józef Bok (komunista)

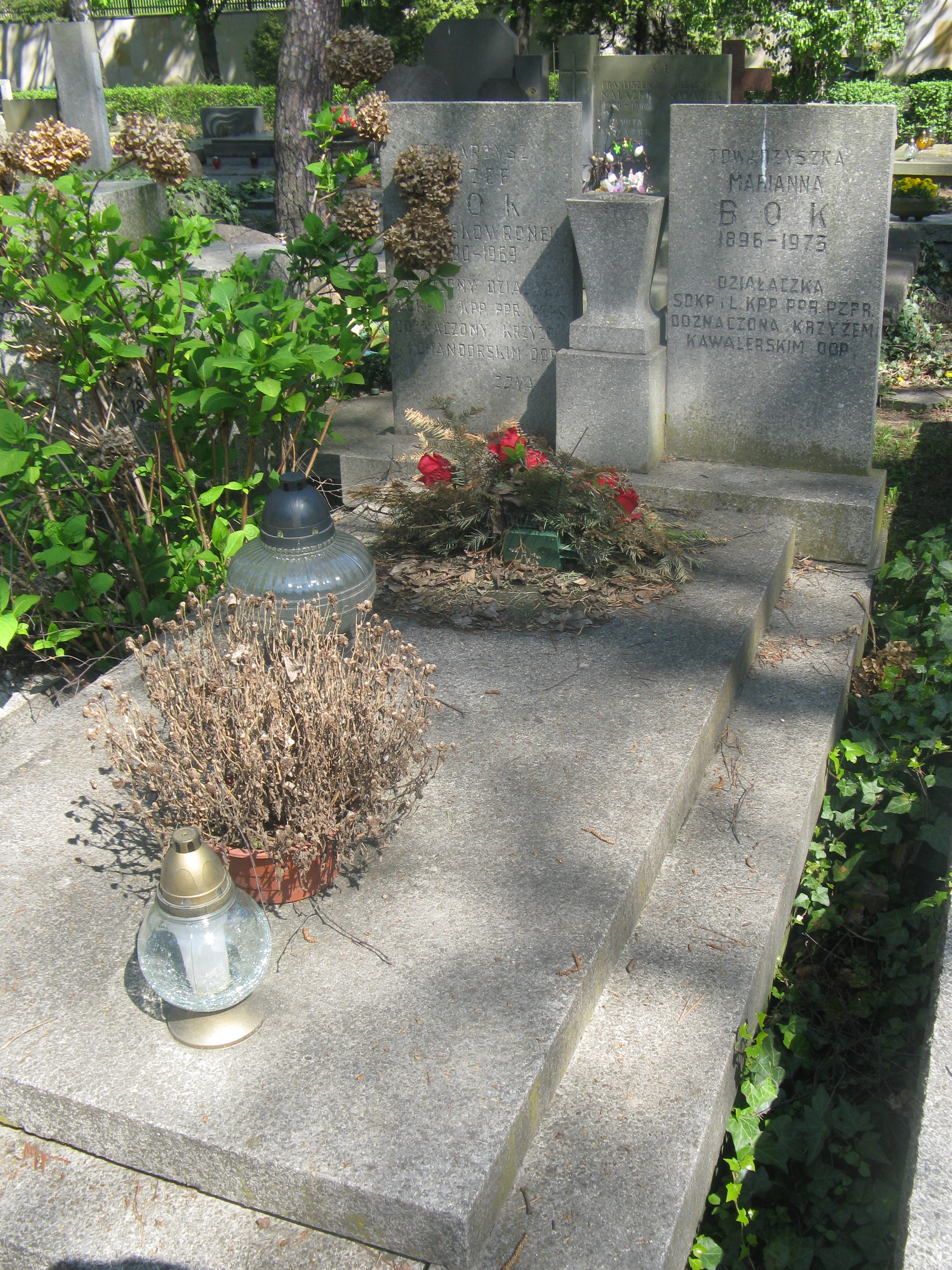
Grób Józefa Boka na Cmentarzu Wojskowym na

Józef Bok pseud. Skowronek (ur. 18 listopada 1890 w Łyszkowicach w powiecie łowickim, zm. 17 kwietnia 1969 w Warszawie) – działacz komunistyczny, publicysta, literat.
Syn murarza Antoniego. Skończył 3-klasową szkołę ludową w Skierniewicach. Był pastuchem, następnie murarzem, od 1909 czeladnik murarski. W 1917 wstąpił do SDKPiL, a od grudnia 1918 był członkiem Komunistycznej Partii Robotniczej Polski (KPRP; od 1925 Komunistyczna Partia Polski (KPP)). Pod koniec 1918 współorganizował Rady Delegatów Robotniczych (RDR) i Milicję Ludową w Skierniewicach. Pod koniec grudnia 1918 był delegatem Skierniewic w konferencji partyjnej KPRP, na której utworzono okręg KPRP Warszawa-Podmiejska. Na początku 1919 zorganizował Związek Zawodowy Robotników Rolnych RP w powiecie skierniewickim i rawskim, uczestnik I (założycielskiego) zjazdu tego związku w marcu 1919 w Warszawie. Organizował komórki partyjne w Mińsku Mazowieckim, Kałuszynie i Garwolinie, gdzie zorganizował m.in. spółdzielnię Związku Zawodowego Robotników Rolnych RP. Zakładał biblioteki przy oddziałach związku. Działał w Stowarzyszeniu Wolnomyślicieli Polskich, prowadził propagandę antyreligijną, blisko współpracując z Janem Hemplem. Wygłaszał odczyty i pogadanki w klubach młodzieży robotniczej na Woli i Powiślu. Współredagował tygodnik Klubu Młodzieży Robotniczej na Woli, w którym zamieszczał artykuły na temat zadań młodzieży w ruchu robotniczym i swoje wiersze. Publikował swoje utwory również na łamach „Kultury Robotniczej” i „Spółdzielcy”. Uczestnik robotniczych amatorskich zespołów artystycznych, m.in. „Sceny i Lutni Robotniczej” i zespołu Uniwersytetu Ludowego. Zagrożony aresztowaniem po wystąpieniu na wiecu Stowarzyszenia Wolnomyślicieli Polskich, w 1924 przeniósł się do Gdańska, a w 1926 do Henrykowa koło Tarczyna, gdzie wybrano go sołtysem. Był aktywistą propagandowym i oświatowym w powiecie tarczyńskim, m.in. zorganizował bibliotekę w Tarczynie. Po wrześniu 1939 osiadł w Białymstoku, a w 1940 na Uralu, gdzie był instruktorem murarskim przy budowie obiektów przemysłowych. Od 1943 działał w ZPP. Napisał wówczas książkę „Na Uralu”, za którą w 1945 otrzymał I nagrodę w konkursie na pamiętnik wychodźcy polskiego w ZSRR zorganizowanym przez Wydział Historyczny Zarządu Głównego ZPP; książkę tę wydano w Warszawie w 1949 i przetłumaczono na język czeski i słowacki. W kwietniu 1946 powrócił do kraju i przez kilka miesięcy pracował w Komitecie Powiatowym (KP) PPR w Skierniewicach, a od września 1946 był instruktorem TPPR w Łodzi. W latach 1947–1950 był instruktorem Wydziału Rolnego Komitetu Wojewódzkiego (KW) PPR/PZPR w Łodzi, a w latach 1950–1957 instruktorem Wydziału Rolnego KC PZPR w Warszawie. Po 1957 współpracował ze Związkiem Zawodowym Pracowników Rolnych i był aktywnym członkiem Komisji Historycznej przy jego Zarządzie Głównym. Był odznaczony m.in. Krzyżem Komandorskim Orderu Odrodzenia Polski.
Opublikował m.in. wiersze „Fornale” i „Kiedym szczęśliwy” (1922), utwór sceniczny „Bogobojna gospodyni dworska. Obrazy sceniczne” (1923), wspomnienia „Na Uralu. Pamiętnik robotnika polskiego. ZSRR 1940-1945" (1949), „Dlaczego w Ryżewo Kojnarach rośnie ryż (Byłem w Bułgarii)” (1950) i „Północny Kaukaz. Wrażenia z wycieczki chłopów polskich do Związku Radzieckiego” (1952).
Pochowany na wojskowych Powązkach (kwatera 2C-10-2).